# 林柔寺
林柔寺（りんじゅうじ）は、東京都葛飾区にある真宗高田派の寺院。

## 概要
1630年（寛永7年）、善長によって開山された。元々は江戸日本橋馬喰町（現・東京都中央区）にあったが、1657年（明暦3年）の明暦の大火で下谷稲荷町（現・東京都台東区）に移転、1923年（大正12年）の関東大震災で罹災し、1928年（昭和3年）に現在地に移転した。
当寺には、江戸幕府6代将軍徳川家宣の側室だった月光院の位牌がある。

## 交通アクセス
- 四ツ木駅より徒歩10分（経路案内）。